# Robert Kingsmill
Robert Kingsmill, I Baronetto (Belfast, 1730 – Sydmonton Court, 23 novembre 1805) è stato un ammiraglio e politico britannico.

## Biografia
Sir Robert Brice Kingsmill fu un ufficiale della Royal Navy che prestò servizio durante la guerra dei sette anni, la guerra d'indipendenza americana e le Guerre rivoluzionarie francesi e napoleoniche lungo una carriera che durò quasi 60 anni. Kingsmill era amico intimo di Lord Nelson, ed era uno dei principali ammiragli della Royal Navy del suo tempo, indicato come uno de "I Conquistatori dei Mari", nell'incisione di Piercy Roberts del 1800. Servì con George Brydges Rodney nelle Indie Occidentali, dove fu ferito in battaglia, e con Augustus Keppel, I visconte Keppel nella battaglia di Ushant. Intraprese la carriera in politica diventando un membro del Parlamento, rinunciando più volte a riprendere il suo servizio in Marina quando scoppiò la guerra. Kingsmill salì al rango di bandiera al momento dello scoppio della guerra con la Francia rivoluzionaria nel 1793. Come comandante in capo della Stazione Cork, respinse diversi tentativi francesi di invadere l'Irlanda e fomentare l'insurrezione. Kingsmill morì il 23 novembre 1805 a Sydmonton Court come baronetto e con il grado di Ammiraglio del Blu.

### I primi anni
Nacque a Belfast come Robert Brice, figlio del capitano Charles Brice, di Castle Chichester, e di sua moglie Jane.  Il 29 ottobre 1746 seguì il padre nella marina, unendosi allo sloop da 14 cannoni HMS Speedwell come marinaio. Rimase alla Speedwell per diversi anni, venendo promosso a guardiamarina il 3 ottobre 1748.
Nell'agosto 1750, mentre era a bordo della HMS Blandford al largo delle coste della Guinea, Kingsmill salvò la vita del diciannovenne Isaac Heard (futuro ufficiale delle armi al College of Arms), che cadde in mare durante una tempesta. La tempesta aveva divelto l'albero su cui si trovava Heard gettandolo in acqua. Kingsmill lo aveva avvistato, mentre era rimasto intrappolato nelle funi, e si era gettato in mare per salvarlo. Heard, più tardi Sir Isaac Heard, e Kingsmill strinsero una profonda amicizia per il resto della loro vita. Lo scoppio della Guerra dei Sette Anni offrì ulteriori opportunità di avanzamento, e nel febbraio 1761 fu promosso al comando dello sloop HMS Swallow. La cattura del corsaro francese Sultan lo promosse al comando della bombarda HMS Basilisk.
Fu in questo periodo che fu richiamato in patria e posto al comando di uno degli yacht che si preparavano a portare la principessa Carlotta di Meclemburgo-Strelitz e il suo seguito in Inghilterra per sposare re Giorgio III.
Il viaggio fu ostacolato da violente tempeste, ma tutti gli yacht e le loro scorte arrivarono sani e salvi. Brice tornò poi al Basilisk e salpò per le Indie Occidentali con la flotta del contrammiraglio George Brydges Rodney. Brice assistette all'invasione della Martinica, nel corso della quale fu ferito.
Per i suoi buoni servigi Brice fu promosso Post-captain il 26 maggio 1762, e posto al comando di una nave da 28 cannoni, la HMS Crescent. Ritornato nelle Indie Occidentali, vi rimase fino alla fine della Guerra dei Sette Anni nel 1764, per poi tornare in Inghilterra. Si sposò Elizabeth Corry, ricca ereditiera delle proprietà della famiglia Kingsmill di Sydmonton Court nell'Hampshire. Dopo aver cambiato il suo cognome e lo stemma in Kingsmill, con Act of Parliament, Brice succedette all'eredità.  Si ritirò dal servizio navale attivo e trascorse gli anni di pace godendo della sua ricchezza e del suo status appena acquisiti.

### La guerra con la Francia
Lo scoppio della guerra con la Francia nel 1778 durante la guerra d'indipendenza americana portò al suo ritorno al servizio attivo. Accettò il comando della HMS Vigilant da 64 cannoni e fece parte della flotta dell'ammiraglio Augustus Keppel nella battaglia di Ushant il 27 luglio 1778. Il risultato indeciso, le successive controversie e intrighi che circondavano la condotta di alcuni ufficiali portarono ad accuse contro Kingsmill. Gli fu offerto il servizio nelle Indie Occidentali, ma rifiutò di abbandonare il comando.
Kingsmill ha approfittato di questa pausa dal servizio attivo per entrare in politica. Fu eletto deputato per il collegio di Yarmouth, sull'isola di Wight, ma mantenne il seggio solo per un anno. Il suo dilettarsi in politica lo portò ad avere diversi nemici in alte posizioni, e Kingsmill fu destinato a rimanere senza una nave fino all'aprile 1782, quando fu assegnato alla nuova HMS Elizabeth da 74 cannoni. Era troppo tardi per unirsi alla spedizione dell'ammiraglio Richard Howe, I conte Howe per soccorrere Gibilterra assediata, pertanto gli fu offerto il comando di uno squadrone di rinforzi che era in preparazione per salpare verso le Indie Orientali.
Accettò la nomina, che lo avrebbe visto comandare uno squadrone composto dalla HMS Elizabeth, la HMS Grafton da 74 cannoni, la HMS Europa da 64 cannoni e la HMS Iphigenia da 32 cannoni. La sua forza era finalmente pronta a essere messa in mare il 17 gennaio 1783, ma mentre navigava attraverso il Golfo di Biscaglia incontrarono forti tempeste, e furono infine costretti a tornare a Spithead, dopo aver subito notevoli danni. Prima che Kingsmill potesse occuparsi delle riparazioni apprese che il Trattato di Parigi era stato firmato e che la guerra era finita. Non ci sarebbe stato uno squadrone di rinforzo per le Indie Orientali. Elizabeth doveva essere mantenuta in servizio come nave da guardia, e Kingsmill accettò il distacco di tre anni come suo comandante.
Colse l'occasione per riprendere la sua carriera parlamentare, venendo eletto nel collegio di Tregony il 5 aprile 1784, e mantenendo il seggio fino al 1790. Non sembra aver mai preso la parola in parlamento, ma i documenti mostrano che ha votato a favore di William Pitt il Giovane nel suo Reform Bill del 1785 e contro di lui durante le crisi regency del 1788 e 1789, e contro i piani di fortificazione di Charles Lennox, III duca di Richmond nel 1786. La crisi di Nootka nel 1790 pose fine alla sua carriera in politica, quando Kingsmill tornò in servizio attivo al comando della HMS Duke da 90 cannoni. La crisi passò senza sfociare in una guerra aperta, e Kingsmill entrò in semi-pensionamento. Nell'ottobre 1790, fu selezionato come membro del gruppo di ufficiali alla corte marziale per quanto riguarda l'Ammutinamento del Bounty e la perdita della nave.

### La guerra con la Francia rivoluzionaria
Lo scoppio della guerra con la Francia rivoluzionaria portò il 1º febbraio 1793 ad una promozione generale degli ufficiali della Royal Navy. Promosso retroammiraglio del Bianco fu posto al comando della Stazione di Cork, pur avendo relativamente poca esperienza di comando.
La forza a sua disposizione era costituita da due navi di linea, sette fregate e quattro navi più piccole, che ha rapidamente messo in funzione per utilizzarle nella lotta contro la flotta di incrociatori nemici che operavano in queste acque.
Fu promosso viceammiraglio il 4 luglio 1794, e continuò ad arricchirsi del bottino dei corsari catturati e delle navi di rifornimento francesi.
Era ancora al comando della stazione di Cork nel 1796 quando giocò un ruolo nella sconfitta dell'Expédition d'Irlande francese quell'anno. Le principali forze francesi sotto l'ammiraglio Justin Bonaventure Morard de Galles salparono da Brest, eludendo la flotta di blocco dell'ammiraglio Sir John Colpoys e si diressero verso l'Irlanda per sbarcare le truppe per sostenere un atteso innalzamento Society of United Irishmen. Kingsmill sapeva che le sue forze erano troppo poche per rischiare un impegno aperto, ma sfidò la flotta francese, che alla fine fu dispersa dalle tempeste. Il rischio per l'Irlanda e l'importanza dello squadrone di Kingsmill fece sì che l'Ammiragliato aumentasse le forniture e le risorse. I francesi tentarono di nuovo nel maggio 1798, ma la vittoria schiacciante della flotta di Sir John Borlase Warren nella battaglia di Tory Island pose fine alla minaccia.
Kingsmill continuò a dirigere la Stazione di Cork, venendo promosso ammiraglio del Blu il 14 febbraio 1799. Aveva chiesto al Primo Lord dell'Ammiragliato, George Spencer, II conte Spencer già nel febbraio 1798, il permesso di ritirarsi, e questa richiesta fu infine concessa verso la fine del 1800. Fu succeduto da Sir Alan Gardner. Kingsmill fu ricompensato il 24 novembre 1800 con un baronettato come gesto di apprezzamento da parte di re Giorgio III per i suoi lunghi anni di servizio. Trascorse i suoi ultimi anni in pensione, morendo a Sydmonton Court, Kingsclere, Hampshire il 23 novembre 1805 all'età di 75 anni. A quel tempo aveva servito la Marina per quasi 60 anni, in una carriera che ha attraversato quattro guerre importanti. Il titolo di baronetto passò a suo nipote, Robert Kingsmill.